# 蒼開中学校・高等学校
蒼開中学校・高等学校（そうかいちゅうがっこう・こうとうがっこう）は、兵庫県洲本市に立地する併設型の中学校・高等学校。

## 概要
2018年4月に柳学園中学校・高等学校から校名変更した。学校法人柳学園が運営する、淡路島で唯一の私立中学校・高等学校である。

## 歴史
- 1913年 (大正2年)2月28日 - 柳裁縫女学園創立。
- 1913年 (大正2年)10月28日 - 柳実科女学校と改称。
- 1917年 (大正6年)7月23日 - 柳女子技芸学校として設立認可。
- 1922年 (大正11年)6月13日 - 柳実科女学校に改称。
- 1924年 (大正13年)2月23日 - 柳実科高等女学校として設立認可。
- 1943年 (昭和18年)4月1日 - 柳実科高等女学校より柳高等女学校に校名変更。
- 1946年 (昭和21年)2月27日 - 財団法人柳学園として設立認可。
- 1948年 (昭和23年) - 柳学園高等学校設立。
- 1960年 (昭和35年)2月3日 - 学則変更により柳学園中学校に男女生徒の募集を開始し柳学園中学校・高等学校(新学部)と称する。
- 1963年 (昭和38年)4月1日 - 学則変更により柳学園高等学校に男女生徒の募集を開始し男子部・女子部とする。
- 1963年 (昭和38年)4月1日 - 定員1800名となる。
- 1963年 (昭和38年)8月8日 - 鉄筋三階建校舎竣工。
- 1965年 (昭和40年)3月31日 - 柳学園高等学校定時制課程(鐘紡分室)設立認可。
- 1966年 (昭和41年)3月30日 - 講堂兼体育館竣工。
- 1967年 (昭和42年)4月1日 - 高等学校男子部・女子部を合併し男女共学のクラス編成となる。
- 1983年 (昭和58年)5月12日 - 同窓会館竣工。
- 1993年 (平成5年)1月16日 - 中学校・高等学校(進学部)新校舎建築。
- 2000年 (平成12年)6月20日 - 古墳庭園竣工。
- 2002年 (平成14年)4月1日 - パソコン教室設置。
- 2003年 (平成15年)7月23日 - 柳学園中学・高等学校旧校舎解体。
- 2004年 (平成16年)7月28日 - 第二校門竣工。
- 2008年 (平成20年)4月1日 - 第二寄宿舎「松風寮」竣工。
- 2009年 (平成21年)9月1日 - パソコン教室パソコンの入換
- 2013年 (平成25年)3月 - 農業実習地「みどり農園」開園。
- 2018年 (平成30年) - 蒼開中学校・高等学校へ校名変更。
- 2018年 (平成30年) - 本館校舎改築。元の進学部校舎を東館、新校舎を西館とする。

## クラブ活動
クラブ活動を熱心に行うことでも有名である。
- 運動部
  - 陸上競技部
    - 校庭東部の第二グラウンドで毎日練習をしており、兵庫県内の大会への出場をしているほか、さまざまな賞も受賞している。

  - 剣道部
  - テニス部
  - 男子卓球部（中学）
  - 男子バスケットボール部（高校）
  - ボート部（高校）
  - 水泳部
  - 硬式野球部
  - アスレティック部（中学）
- 運動部（強化クラブ）
  - 柔道部（高校）
    - 武道館２階柔道場で練習しており、奈木佑次 教諭が指導している。[3]

  - 男子サッカー部（高校）
  - 女子サッカー部（高校）
  - 女子硬式野球（高校）
- 文化部
  - 写真部
  - 美術部
  - 放送部
  - ジャズバンド部
    - ジャズバンド部の活動は目覚しく、毎年8月にはスチューデントジャズフェスティバルに参加、12月のクリスマスコンサートは学園を挙げての恒例行事となっている。

  - 書道部
  - 生物研究部
    - 校庭中央部に位置する、はそだ池の環境モニタリングを実施しており、グローブ日本の各集いに参加して、発表を行っている。
    - 同クラブを担当する教員が、珍種であるマミズクラゲを発見し、各メディアで話題になった。繁殖を試みているところであるが、難しいようである。

  - 茶華道部
  - インターアクトクラブ
  - ホースセラピー部
  - 家庭部

## 不祥事
- 2012年7月30日、相撲部の部室にて高校三年生の部員（当時主将）1名が後輩である部員1名に対して頭部や顔面を踏むなどして全治3週間のけがを負わせたことが発覚し、加害生徒は逮捕された。この事件が起こる以前にもこの2名の間には度々トラブルがあり、被害生徒は腹部にやけどを負わされていたことも後の調査で分かった。また学校はこの加害生徒に対し退部、相撲部は活動停止という処分を行った。
- 2012年9月13日、ボート部顧問の教員が知人の少女に対する強制わいせつの容疑で逮捕・起訴されていたことが発覚した。この事件に対し学校側は教員逮捕の際、明確な事情を問わなかった為に保護者や生徒への説明が遅れ不信感を与えてしまった。また本件に関して学校側は一部の職員しか把握しておらず、多くの職員は報道機関の問い合わせで初めて把握することになりそのずさんな対応を指摘された。
- 2012年9月28日、相撲部顧問の教員が同高校の三年生相撲部員の男子生徒に対し暴行を加えていたことが発覚した。教員は男子生徒が2011年11月下旬、女子生徒をからかったことに立腹し数回平手打ちした。また2012年7月中旬に男子生徒が後輩を負傷させたとして家族を交えた謝罪の場を設けた中で男子生徒の頭部を二回殴打した。なお教員はほかの相撲部部員に対しても暴行を加えケガをさせていた。殴られるなどの被害を受けた男子生徒は警察へ日常的に暴力を振るわれていたとして被害届けを提出した。本件に対し、学校側は教員に対し減給3か月の処分を行った。
- 20代（当時）の男性教師が自身が担任を務める、クラスの生徒に対し罵声を浴びせたり、怒鳴ったりし、生徒は精神的苦痛をおった。

## その他
- 塵旋風の発生
  - 2009年の体育祭で、大きなつむじ風の一種である、塵旋風が発生し、その映像が各メディアで放映され話題になった。
- 留学・海外交流
  - オーストラリアやアメリカ等の英語圏の中学・高校との交流が盛んで、セントピーターズ・カトリックカレッジとは毎年夏から秋に交換留学を実施する。

## アクセス
- 淡路交通
  - 縦貫線・鳥飼線・長田線・由良線 新加茂橋バス停より徒歩6分
  - 都志線 下加茂バス停より徒歩

通学時間帯には縦貫線岩屋方面、西浦線震災記念公園前方面、由良線由良方面から新加茂橋・下加茂まで直通するバスが運行されている。

## 出身者
- 池内美帆 （モデル、HYBRID BANK所属）
- 北原雅紀（漫画原作者）
- 篠原開（大相撲力士）
- 須田匡昇（総合格闘家）
- 堀内優美（タレント）
- 増田達至（プロ野球選手、埼玉西武ライオンズ2012年ドラフト1位）
- 後藤悠亮（テニスプレイヤー）（スチューデントドクター）